# Airsoft gun

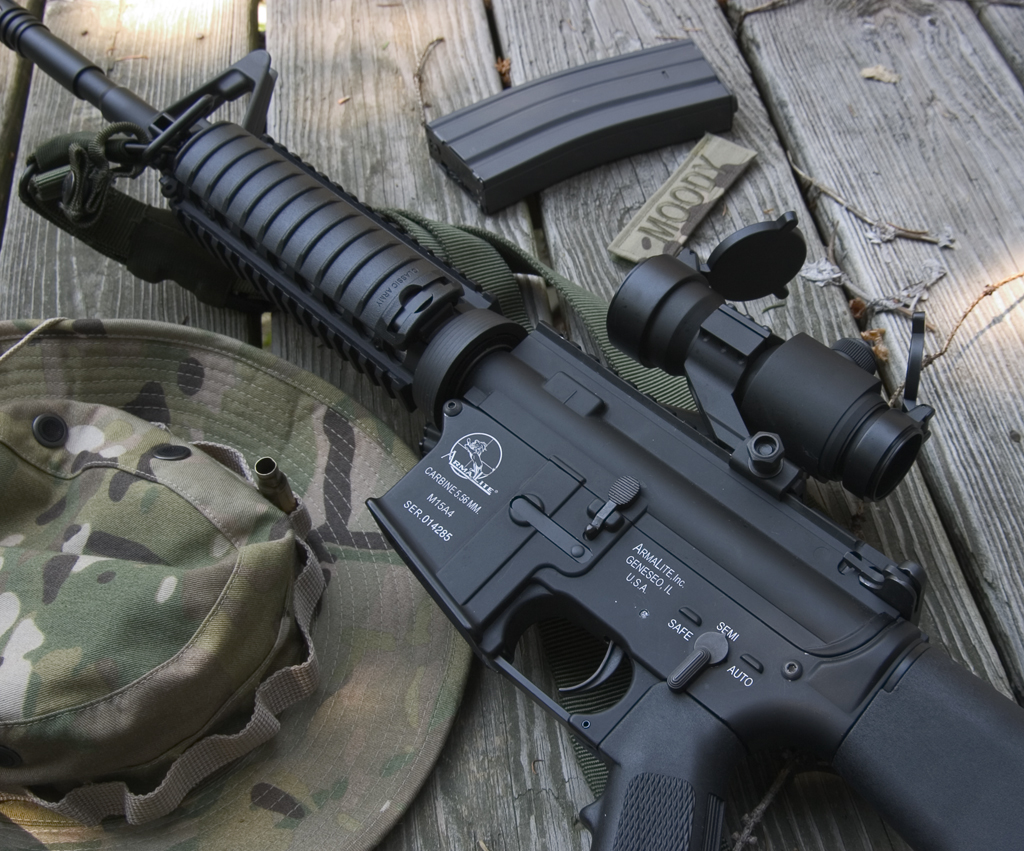
Une réplique d'AR15 équipée d'un point rouge type Aimpoint.

Un airsoft gun, BB gun ou encore réplique d'airsoft est une réplique détaillée à l'échelle 1:1 d'une arme à feu utilisé à des fins ludiques comme l'airsoft ou pour les collectionneurs. 
Elle peut projeter des billes en plastique d'un diamètre de 6 mm ou 8 mm à une vitesse variant de 30 à 120 m/s (100 à 450 pied par seconde ou fps ou ft/s) à la sortie du canon grâce à un gaz sous pression ou par le biais d'un ressort.
Son mécanisme de tir peut être actionné par un gaz sous pression (CO2, propane, butane...), un moteur électrique ou un ressort (spring) remonté manuellement.

## L'airsoft, une discipline sportive singulière
L’airsoft est un jeu utilisant des répliques d'armes à feu propulsant des billes en plastique de 6 ou 8 mm et d'une masse variant entre 0,10 gramme et 0,43 gramme. La « puissance » (l'énergie cinétique) peut varier entre 0,1 et 2 joules (limite de puissance par la législation française) selon la réplique et la température ambiante (pour réplique à gaz ou à  CO2) Pour la propulsion les répliques peuvent utiliser de l'air comprimé, un gaz ou CO2 pressurisé, des batteries, ou, pour les répliques dites spring, un simple ressort (rechargement et armement manuel). Une réplique d'airsoft est en vente libre à toute personne majeure. Passé 2 joules une réplique d'arme devient une arme aux yeux de la loi.
Ces répliques d'armes – on n'utilise pas le terme d'« arme »  – étaient à l'origine conçues pour la collection ou le tir sur cible. 
Des passionnés ont alors eu l'idée d'en utiliser dans une activité sportive en équipe dont l'un des principaux enjeux est l'élimination de l'équipe adverse. Tous les joueurs sont munis d'une protection oculaire obligatoire et en l'absence de marque visible laissée sur les joueurs par l'impact des billes adverses (comme au paintball par exemple), la comptabilisation des touches est dépendante de la sincérité des joueurs touchés.
Il existe de nombreuses règles du jeu, toutes ont pour origine un scénario établi entre les joueurs avant le début de la partie. Il peut s'agir de la « capture du drapeau », « une bille par joueur » ou bien encore des scénarios qui impliquent « un VIP » que l'on doit protéger. Ces scénarios sont créés par les équipes elles-mêmes ou bien l'idée est simplement développée et/ou reprise en jouant sur d'autres terrains.

## Type de réplique
De plus en plus réalistes, les répliques couvrent maintenant tous les types d'armes à feu : pistolet, révolver, fusil d’assaut, fusil à verrou, fusil à pompe etc. Il existe aussi des répliques de grenades à main, de lance-roquettes, de lance-grenades.
La variété des répliques disponibles est telle qu'il est couramment admis que, pour chaque modèle d'armes à feu existant, il existe une réplique en airsoft.